# Hästevads stenar
Hästevads stenar i Västra Tunhems socken utanför Vänersborg i Västergötland är en fornlämning av typen domarring. Den ligger i sydöstra utkanten av Vargöns tätort och vid foten av Halleberg nedanför Ättestupan. Trolig datering är äldre järnålder.
Domarringen är omkring 19 meter i diameter och består av 8 resta stenar som är 1,6-2,4 meter höga. Platsen har besökts och beskrivits av många namnkunniga personer, bland annat Erik Dahlbergh (med Suecia antiqua et hodierna på 1660-talet) och Carl von Linné 1746. I sin reseskildring skriver Linné att ”många ätteplatser lågo omkring domarringen och andra närmare Ättestörtan”. Vid kung Adolf Fredriks och drottning Lovisa Ulrikas besök på platsen 1754 befanns en av ringens stenar vara omkullfallen. På kungens order blev den upprest och som minne av händelsen har kungaparet fått sina namn inhuggna i den. 
Intill domarringen finns en gravhög som är 1,6 meter i diameter och 1,5 meter hög. Troligen är den stora kulle som domarringen är placerad på också en gravhög. Tidigare var dessa gravar en del av ett ganska stort gravfält, ibland kallat Hästevadets gravfält, som till stor del försvann i samband med byggandet av järnvägen på 1860-talet. 
På platsen är också ett minnesmärke uppsatt med anledning av att Götiska förbundet höll ting här 1818, 1819 och 1821.